# Хей, Джеймс Стэнли
Джеймс Стэнли Хей (англ. James Stanley Hey, 1909−2000) — английский радиоинженер, один из пионеров радиоастрономии.

## Биография
Окончил Манчестерский университет в 1930, в 1940—1952 работал в армейской группе радарных исследований (в 1949—1952 — руководитель группы). В 1952—1969 занимал должность исследователя в английском военном радарном ведомстве.
Открыл в 1942, в ходе изучения помех, которые мешали работе радиолокаторов, радиоизлучение активных областей на Солнце (сообщение об этом было опубликовано в 1946). В 1946 совместно с Д. Стюартом показал возможность исследования метеоров при помощи радиолокации. В том же году совместно с С. Парсонсом и Дж. Филлипсом открыл первый дискретный источник космического радиоизлучения. Вместе с Э. Эпплтоном обнаружил связь ионосферных возмущений с солнечными вспышками.
Награждён медалью Эддингтона Королевского астрономического общества (1959).

## Публикации
- Хей Д.С. Радиовселенная. — Москва: Мир, 1978.